# Union jurançonnaise
L'Union jurançonnaise est un club omnisports basé à Jurançon, dans la banlieue de Pau. Fort de 125 ans d'histoire, le club a été fondé en 1907 par la fusion de deux patronages de la ville, l'un laïc et l'autre catholique : Saint-Joseph, patronage laïc, et Saint-Pierre, patronage catholique fondé en 1874.
L'UJ, évoluant en Régional 3 est l'un des plus anciens clubs du Béarn et a fêté le centenaire de sa création en mai 2007 .
Saint-Joseph, patronage laïc appartenant au groupe scolaire du même nom, représenté  par M. Paulhé et Saint-Pierre, patronage catholique en activité en 1874.
Le patronage paroissial Saint-Pierre est représenté par le chanoine Hourcade,. Celui-ci est connu en Béarn pour son rôle clé dans la création de l'église Notre-Dame du Bout-du-Pont, à la suite de la destruction de la chapelle des Ursulines.
En 1916, le club disposait d'une section rugby, après avoir absorbé le Sport athlétique béarnais ou Foot-Ball Club Béarn,.
La section basket-ball est créée en 1919, toujours par l'abbé Chibas, sportif émérite qui souhaitait voir la jeunesse au presbytère.
Le patronage maintien ses activités durant la Seconde Guerre mondiale. Le nouveau curé, l'abbé Moussempes, et un président général, qu'était monsieur Georges Pardo qui ont fait mettre au presbytère des panneaux de basket, les premières rencontres se jouaient sur herbe.

## Union jurançonnaise
Le club a été fondé en 1907 par la fusion de deux patronages de la ville, l'un laïc et l'autre catholique: Saint-Joseph, patronage laïc et Saint-Pierre, patronage catholique fondé en 1874. Saint-Joseph, patronage laïc appartenant au groupe scolaire du même nom, est représenté par M. Paulhé. Saint-Pierre, patronage catholique fondé en 1874,est représenté par le chanoine Hourcade,,. Celui-ci est connu en Béarn pour son rôle clé dans la création de l'église Notre-Dame du Bout-du-Pont, à la suite de la destruction de la chapelle des Ursulines.

## Football
La nouvelle association propose d'emblée des activités diverses: rugby, cercles d'études, gymnastique, football, séances théâtrales et chants. Le club a fêté son centenaire le 2 juin 2007. Le club a depuis toujours évolué avec des maillots rouge et or. Le premier président est Charles Combes, et le club reprend les activités de l'ancien patronage Saint-Joseph en adhérant à la Fédération sportive et culturelle de France,.  
Le premier animateur a été le curé de la paroisse l'abbé Lamuraille, suivi de l'abbé Chibas qui créé la section football en 1908, juste avant la Première Guerre mondiale.
Cependant la section football, débutant sous l'appellation « Patronage Saint-Pierre de Jurançon » qui devient emblématique du club.
Au retour de la Première Guerre mondiale, l’UJ investit les locaux de la maison paroissiale du Junqué.
En 1920, pour la fête de Jeanne d'Arc, le club inaugure pour la première fois les couleurs sang et or.

### Union pyrénéenne
L'UJ ou « Patronage Saint-Pierre de Jurançon » ne participa pas au premier Championnat d'Association de l'Union pyrénéenne organisé en 1911 par l'Union régionale pyrénéenne, organe local de la Fédération gymnastique et sportive des patronages de France (FGSPF), créé à Bayonne le 11 mai 1910,. L'Union jurançonnaise rejoint le championnat à partir de 1912, remporté cette année-là par les Bleuets d'Hendaye, qui s'imposent également l'année suivante en 1913, battant Bourbaki en finale,,.

### Guerres mondiales
Le club a toujours maintenu ses activités, y compris durant les deux guerres mondiales.
En 1937, le club est rappelé à l'ordre et menacé d'exclusion par « l'Union Pyrénéenne » pour jeu dur répété et en envahissement du terrain par les spectateurs.
Dans les années d’après-guerre, le « patronage » est l'un des plus importants de la vie paloise, au même titre que l'association Bourbaki ou les Bleuets de Notre-Dame, illustré par les colonnes « Dab lous Yurançounes » dans la presse locale. 
Au niveau football, le club accède à l'élite régionale de la Ligue du Sud-Ouest.

### Époque moderne
Bernard Laporte-Fray est nommé entraineur en 1986, après l'arrêt de sa carrière.
Si le club a longtemps évolué dans l'élite régionale de la Ligue du Sud-Ouest, il évolue au XXIe siècle au niveau départemental.
En 2007, année du centenaire, le club compte 700 adhérents. Le centenaire est célébré à l'église Sainte-Marie. Le festivités retracent l’histoire du club.
À la fin des années 2000, le club acquiert une mauvaise réputation, loin de l'esprit du patronage initial.
Le club a relativement bien résisté au coup d'arrêt porté par la Pandémie de Covid-19 en France

## Sections
- Football
- Basket-Ball : a compté jusqu'à 200 licenciés[27]. L’Union jurançonnaise basket réunit 150 licenciés, dont une centaine de jeunes du baby-basket aux cadets. L’équipe fanion des seniors garçons évolue en Régionale 2, la réserve en départementale 3 et les seniors filles dans la même division[28].
- Pétanque
- Pelote basque[29]: Alain Chrisostome, candidat à Koh-Lanta : Thaïlande en 2016 a pratiqué la pelote au club[30].

## Stade du Corps Franc Pommiès
Le stade actuel, situé avenue du Corps franc Pommiès est appelé à devenir un complexe destiné au football.
L'UJ a évolué sur différents terrains, occupant d’abord le terrain de Chez Alcoz (avenue des Vallées) puis chez Duret (actuel magasin Intermarché) puis chez Duran, Bettes, Rimbes et Mouret (derrière l'école).
Le club a également évolué au Champ Bourda.
Le terrain a été vandalisé en 2018.

## Anciens membres
- Bernard Laporte-Fray
- Adel Lembezat[34]
- Yannis Lembezat
- Laura Rueda (Olympique de Marseille (féminines))[35]
- Jean Carmouze : ex-footballeur devenu champion de France avec la Section paloise en 1946[36].